# Cyclizin
Cyclizin er et sløvende antihistamin og antikolinergikum, der anvendes mod allergi og søsyge, samt rekreativt.

## Ophav
Cyclizin er en kemisk struktur om diphenhydramin.

## Farmakologi
Cyclizin er en histamin-antagonist og antagoniserer muskarinære acetylkolinreceptorer. Den første virkningsmodalitet afhjælper allergi, men den sidste modvirker kvalme og fremkalder træthed.

## Misbrug
Indtagelse af høje doser Cyclizin kan fremkalde et kemisk delirium, der minder om en atropin-overdosis. Misbrugspotentialet er meget lavt, da et meget lille fåtal af dem, som prøver det, bryder sig om rusen, der bl.a. er præget af uhyggeligt livagtige hallucinationer (både visuelle og auditive), samt bølgende synsforstyrrelser.

## Produkter
Du kan læse mere om cyclizin (under produktnavnet Marzine® (Pfizer,50 mg)) på 
medicinhåndbogen.dk